# Garcia Point
Der Garcia Point ist eine markante Landspitze in Form eines Gebirgskamms in der antarktischen Ross Dependency. Im Königin-Maud-Gebirge liegt sie an der Südflanke der Mündung des DeGanahl-Gletschers in den Liv-Gletscher.
Das Advisory Committee on Antarctic Names benannte sie 1966 nach dem Meteorologen Leopoldo Garcia, der im Rahmen des United States Antarctic Program im antarktischen Winter 1965 auf der Amundsen-Scott-Südpolstation tätig war.